# Dysauxes juncta
Dysauxes juncta là một loài bướm đêm thuộc phân họ Arctiinae, họ Erebidae.